# Freelancer (Computerspiel)
Freelancer ist ein Computerspiel, welches vom Entwicklungsstudio Digital Anvil für den Software-Konzern Microsoft entwickelt und im März 2003 für Windows-PCs veröffentlicht wurde.
Zum Genre der Weltraum-Flugsimulationen gehörend, liegt der Schwerpunkt bei kampflastiger Weltraum-Action. Neben dem Einzelspieler-Modus, welcher auf einer Hintergrundgeschichte basiert, sind ein Mehrspieler-Modus und zusätzliche Modifikationen verfügbar.

## Hintergrundgeschichte
Im 22. Jahrhundert bricht in unserem Sonnensystem ein Krieg zwischen der „Allianz“ und der „Koalition“ aus (Bezug nehmend auf Starlancer). Da die Allianz zu unterliegen droht, schickt diese große Schläferschiffe in Richtung des Sirius-Sektors, einer weit entfernten Region des Weltalls. Dort besiedeln die Flüchtlinge neue Sternensysteme, die nach den Schläferschiffen benannt werden. Bretonia ist dem England der Kolonialzeit nachempfunden, typische Sternensysteme in Bretonia heißen New London und Leeds. Kusari erinnert an Japan, Liberty an die USA und Rheinland an Deutschland, welches Sternensysteme wie Neu Berlin und Hamburg oder Stationen wie Der Ring (bei Neu Berlin) und Düsseldorf enthält. Das Schiff Hispania ist verschollen, aber die Piratenstämme der Korsaren und der Ausgestoßenen, einer anderen Freibeutergruppe, sind Nachfahren dieser gestrandeten und totgeglaubten Crew.
Im Sirius-Sektor lebt auch die Hauptperson des Spiels: Edison Trent. Er entgeht nur knapp einem Angriff auf die Raumstation Freihafen 7, auf der er gerade ein Geschäft abgeschlossen hatte. Bei diesem Angriff wurde auch sein Frachter (inkl. Ladung) zerstört, sodass er sich auf dem Planeten, auf den die Überlebenden gebracht wurden (Manhattan), auf die Suche nach Arbeit begeben muss. Er stößt schließlich auf die Liberty Security Force (LSF)-Agentin Jun'ko „Juni“ Zane, die ihm einen einfachen Raumjäger, den Starflier, zur Verfügung stellt und ihn anwirbt. So entwickelt sich eine Geschichte um ein Artefakt, Verschwörungen bis in die höchsten Ebenen der Regierungen und die Nomaden, eine außerirdische, jahrhundertealte Rasse, die von den Dam Ko'Vosh, einer verschwundenen Rasse, als Beschützer ihrer Systeme erschaffen wurden.
Im Laufe des Spiels kann man stets zwischen der Haupthandlung oder einer Arbeit als Freelancer wählen (z. B. Händler, Pirat, Kopfgeldjäger, Frachtflieger oder im Bergbau). Durch Aufträge erkundet man neue Systeme, mit dem Verdienst kauft man sich Ausrüstung oder auch ein neues Schiff. Die Entscheidungen, die der Spieler trifft, haben auch Auswirkungen auf seinen Ruf bei den verschiedenen Fraktionen und Gruppen im Spiel, mit Fortschreiten des Spiels und der Geschichte ändert sich dementsprechend zwangsläufig der Ruf des Spielers bei den verschiedenen Fraktionen.

## Spielmechanik
Neben der linearen Solokampagne ist die Spielwelt auch frei begehbar. Trotzdem muss die Kampagne letzten Endes zwingend abgeschlossen werden, damit der Spieler wirklich freien Zugang zu sämtlichen Systemen erhält. Außerdem kann der Spieler zu mehreren Zeitpunkten nur den nächsthöheren Spielerlevel erreichen, wenn er eine bestimmte Mission der Solokampagne absolviert. Ein höherer Spielerlevel ermöglicht den Kauf höherwertiger Raumschiffe und Ausrüstungsgegenstände.
Die Sektoren werden von Militär- und Polizeischiffen, Transportkonvois, Firmenpatrouillen, Räubern und Terroristen durchflogen, deren Beziehungen untereinander (verbündet, neutral oder feindlich) unveränderlich sind. Die Reputation des Spielers bei einer Gruppierung hängt neben dem Verhalten des Spielers auch von den Beziehungen zu den anderen Fraktionen ab.
Dies ermöglicht eine große Vielfalt an Karrierewegen: Kopfgeldjäger (verbündet mit Polizei, Militärs oder Firmen), Händler (zumindest neutrale Stellung mit vielen Firmen), Schmuggler (zumindest neutral mit Kriminellen) oder Pirat (verbündet mit Terroristen). Im Spiel ist der Ausdruck „Krimineller“ oder „Terrorist“ dehnbar, da jede Fraktion ihre eigene, nachlesbare Legitimation hat, andere Fraktionen anzugreifen. Diese Wege unterscheiden sich effektiv jedoch nur wenig voneinander, da die verfügbaren Missionen sich nur durch den Schwierigkeitsgrad und die Bezahlung unterscheiden, wobei die gefährlichsten und bestbezahlten Missionen nur von den Korsaren und Ausgestoßenen angeboten werden.
Eine ähnliche Vielfalt besteht in der Waffen-, Ausrüstungs- und Schiffswahl, da jedes Haus jeweils einen leichten Jäger, einen schweren Jäger und einen Transporter anbietet, wobei die Stärke und Ausrüstungsmöglichkeiten in der Reihenfolge steigen, in der ein Einzelspieler die jeweiligen Gebiete besucht. Zusätzlich besitzen die zivilen Fraktionen, die Korsaren und die Grenzwelten eigene Schiffsreihen, welche im unmodifizierten Spiel die einzigen sehr schweren Jäger darstellen, die die schwersten Waffen und besten Schilde tragen können. In der Solokampagne kommt ein weiterer sehr schwerer Jäger hinzu.
Das Waffenarsenal ist vielfältig: die normalen Waffen bestehen aus Raketen und verschiedenen Energiewaffen, wobei letztere sich in Laser-, Photonen-, Plasma-, Tachyonen-, Puls- und besonders seltene Artefakt- und Alienwaffen unterteilen. Die Waffengattungen unterscheiden sich neben dem durch einen Treffer erzeugten Schaden vornehmlich durch Feuerrate und Projektilgeschwindigkeit, Reichweite und Energieverbrauch, wobei je nach anbietender Fraktion spezielle Modifikationen hinzukommen, wie erhöhter Energieverbrauch und Schaden oder verringerter Schaden und höhere Reichweite. Eine Ausnahmerolle kommt den Pulswaffen zu, welche immensen Schaden an den Schilden, jedoch vernachlässigbaren Schaden an der Schiffshülle verursachen. Des Weiteren stehen dem Spieler verschiedene Raketenwerfer zur Verfügung, wobei ein Typ ähnlich wie die Pulswaffen auf die Schildvernichtung ausgerichtet ist. Jägern steht ein weiterer Waffenslot für Reiseflugunterbrecher zur Verfügung. Dies sind sehr schnelle und wendige Raketen, welche bei feindlichen Schiffen den Reiseflugantrieb deaktivieren und für eine kurze Zeit blockieren und andere anfliegende Projektile abschießen können. Bei schweren und sehr schweren Jägern kann dieser Platz alternativ mit Torpedos bestückt werden, welche sehr langsam und träge sind, jedoch sehr großen Schaden verursachen. Ein weiterer Slot steht für Minenleger zur Verfügung.
Zum Schutz vor diesen Waffen kann jedes Schiff mit einem von drei Schildtypen ausgestattet werden, wobei jeder dieser Typen besondere Stärken und Schwächen gegenüber den einzelnen Energiewaffentypen besitzt. Als Schutz vor Raketen und Torpedos kann der Spieler Gegenmaßnahmenwerfer in sein Schiff einbauen, die Täuschkörper abwerfen, welche die ankommenden Flugkörper vom eigenen Schiff ablenken können.

### Spielweltmodellierung
Die verschiedenen bereisbaren Planetensysteme unterscheiden sich nicht nur durch die vorherrschende Farbe des Alls grafisch stark voneinander, sondern auch durch Besonderheiten wie Schutt- und Asteroidenfelder oder Gaswolken. Dadurch können sie schon allein am Aussehen erkannt werden. Die Systeme sind im Spiel durch „Sprungtore“ und durch versteckte „Sprunglöcher“, beispielsweise in Schuttfeldern, miteinander verbunden. Es gibt in jeder der Kolonien eine eigene Polizei und Militär, die beide auf Frachterangriffe oder Warenschmuggel seitens des Spielers oder auch verschiedener NPCs achten und Piraten bei Sichtkontakt angreifen. Piraten greifen Händler, Polizei und Spieler an, sollte dieser sich in eines der Schuttfelder wagen und sein Ansehen nicht gut genug gegenüber den betreffenden Piratenparteien sein bzw. er seine Fracht nicht (nach Aufforderung) abwirft. So entsteht das Gefühl, ein Teil des Geschehens zu sein.
Ein Planetensystem abseits der Schnellrouten vollständig zu erkunden kann einige Stunden in Anspruch nehmen. Dabei können jedoch Gegenstände, Rohstoffe, Wracks und Stationen gefunden werden, die dem Spieler sonst verborgen bleiben würden. Neben dem Flug im All kann der Spieler auch auf Stationen, größeren Schiffen oder Planeten mit einem Raumhafen landen, um Personen zu treffen oder Aufträge zu erledigen. Der betretbare Teil dieser Orte ist wesentlich kleiner und beschränkt sich meist auf den Landeplatz und die ihm zugehörige gastronomische Einrichtung.

### Mehrspieler
Der Mehrspielermodus spielt in der freien Spielwelt des Solomodus. Zusätzlich zu den zahlreichen Mods der Szene, Serverregeln und Server-Veranstaltungen (Events) bietet diese Spielvariante viele Möglichkeiten, seinen Charakter in das Spiel einzubinden. Hierbei ist der Spielspaß darauf begründet, dass die Spieler miteinander interagieren und nicht nur, wie im Einzelspielermodus, mit NPCs in Kontakt kommen. Die normale maximale Spieleranzahl pro Server ist in der ursprünglichen Version auf 128 limitiert, doch bestimmte Mods ermöglichen noch größere Spielerzahlen (momentan bis zu 200). Ungeachtet dessen, dass das Spiel ein Vierteljahrhundert alt ist, erfreut es sich immer noch großer Beliebtheit. Auf verschiedenen Servern, die mitunter ihre eigenen Regeln, Mods und Ligen haben, organisieren sich, wie bei vielen anderen Online-Spielen auch, oft Spieler in Clans, welche hauptsächlich entweder Piraten sind und andere Spieler, insbesondere Frachter, abschießen und taxen (d. h. Wegezoll erpressen), oder der guten Seite angehören und die Piraten bekämpfen. Aus diesen Differenzen resultieren zwangsläufig kriegerische Handlungen.

## Entwicklungsgeschichte
Freelancer greift ein Grundkonzept auf, das 1977 für das Pen-and-Paper-Rollenspiel Traveller entwickelt und als Computerspiel erstmals 1984 in dem Klassiker Elite realisiert wurde.
Als Vorläufer zu Freelancer wurde im Jahr 2000 Starlancer durch den Software-Konzern Microsoft veröffentlicht, entwickelt von Digital Anvil.
Freelancer, als Fortsetzung, wurde dann wieder vom Entwicklungsstudio Digital Anvil entwickelt und im März 2003 für Windows-PCs veröffentlicht. Das Projekt begann unter der Leitung von Chris Roberts, wurde dann aber nach einem Kauf des Studios durch Microsoft inhaltlich grundlegend geändert. Chris Roberts verließ daraufhin das Unternehmen und begleitete die Fertigstellung des Spiels nur noch als Berater.
Drei Jahre nach Erscheinen von Freelancer wurde das Entwicklungsstudio Digital Anvil von Microsoft geschlossen. Bis heute ist kein Nachfolger oder eine Neuauflage des Spiels erschienen. Das Konzept des Spiels freier, mit konfigurierbaren Raumschiffen erkundbarer, offen und lebendig gestalteten Welten mit dynamischen Verhältnissen, lebt jedoch in anderen Spielen fort, die später erschienen sind.
- Darkstar One (Ascaron, 2006)
- Elite: Dangerous (Frontier Developments, 2014)
- Star Citizen des früheren Freelancer-Projektleiters Chris Roberts (Cloud Imperium Games, seit 2014)
- Everspace 2 (Rockfish Games, 2023)

## Rezeption
Die Bedienung sei intuitiv, die Weltraumgefechte packend und die Rollenspielelemente motivierend. Die Handlung sei filmreif in Szene gesetzt. Abseits des roten Fadens zeigen sich hingegen Nebenaufträge mit wiederholenden Charakteren und monotonem Aufbau. Ein kompetitiver Mehrspielermodus fehle. Wie in Wing-Commander-Spielen, schlüpfe der Spieler in eine Heldenfigur. Vom ursprünglich versprochenen Spielkonzept sei aber kaum noch etwas übrig. Die Einsätze seien spielerisch oft identisch und laufen auf kurzweilige Kampfeinsätze hinaus, die wenig abwechslungsreich sind. Eine optionale Unterstützung für Joysticks fehle. Die Grafik-Engine mache trotz der langen Entwicklungszeit noch einen guten Eindruck.

### Auszeichnungen
- GameStar: Platin-Award.[5]